# Miguel Donskoff

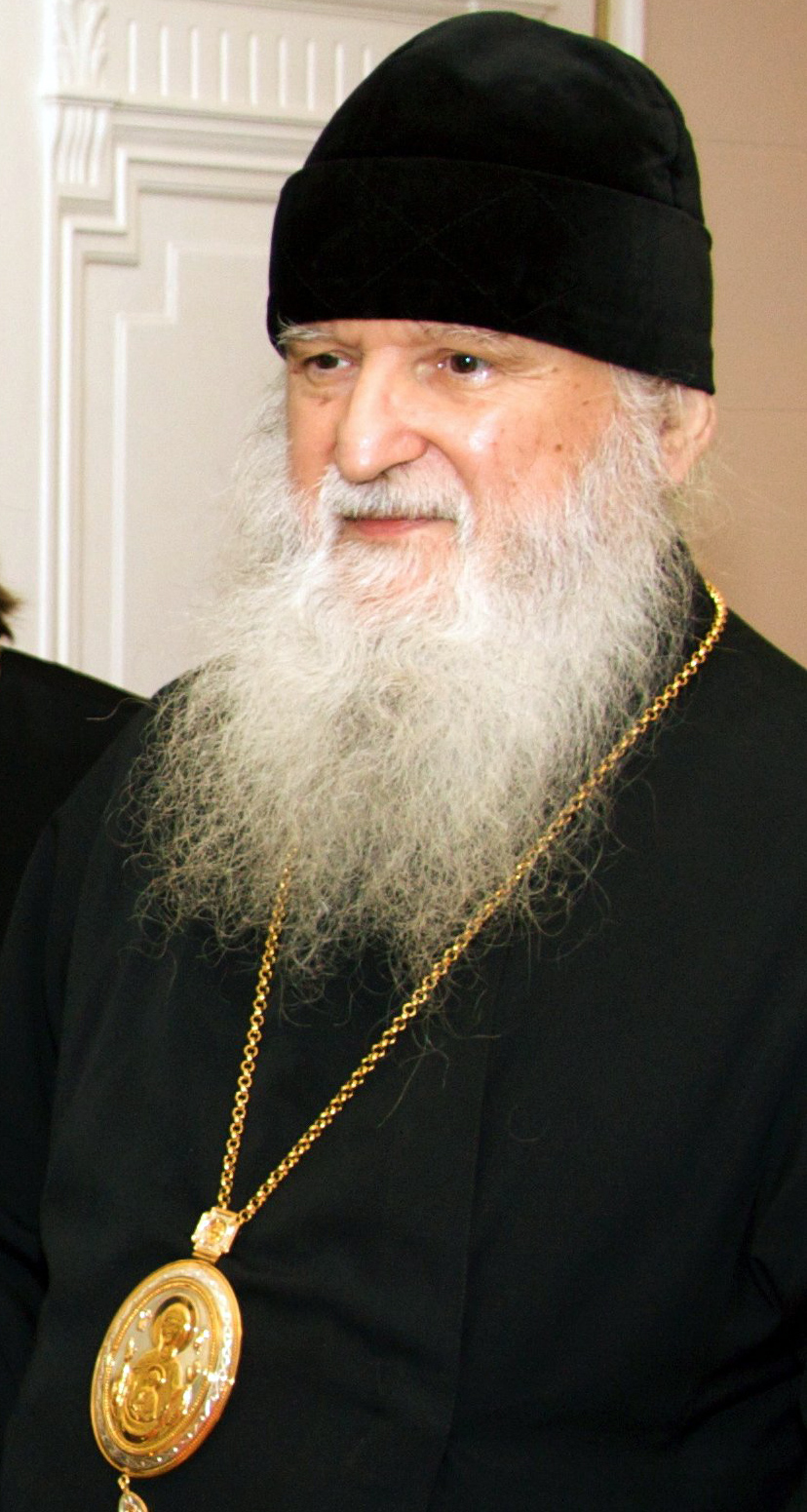

Arzobispo Miguel (nacido Simeón Vasilievich Donskoff, en ruso: Симеон Васильевич Донсков; 29 de marzo de 1943, París) es el obispo de la Iglesia ortodoxa rusa fuera de Rusia, el arzobispo de Meudon, vicario de la Diócesis de Europa Occidental. Desde 2009, miembro de la Asamblea de los obispos ortodoxos de Francia.

## Biografía
Nació en 1943 en París. Hijo de Vasily Donskoff, cosaco del Don.
Entre 1965 y 1966 completó su servicio militar, donde sirvió en el Cuerpo médico.
En 1979 fue tonsurado lector por el arzobispo por el Antonio Bartoshevich. En 1980, fue ordenado subdiácono. En 1981, fue ordenado diácono por el Arzobispo Antonio y en 1991 fue ordenado sacerdote.
El viernes de pascua de 1996 fue tonsurado por el  Metropolitano Vitaly Ustinov y el segundo domingo de pascua fue elevado al rango de higúmeno.
Tras recibir la tonsura monacal, pastoreó diócesis en Norteamérica y Europa.
En 2004 llevó a Rusia las reliquias de la Santa y Gran Duquesa Isabel Fiódorovna, que a lo largo de siete meses recorrieron 71 diócesis, desde los confines occidentales del país hasta el Océano Pacífico.
En el Concilio de Obispos en mayo de 2006, fue trasladado a la diócesis de Ginebra y Occidental Europea.
Activo partidario de la reconciliación con el Patriarcado de Moscú, participó en las celebraciones de la firma del Acta de Comunión Canónica en mayo de 2007.
En diciembre de 2009 se le concedió la nacionalidad rusa, y ahora vive y sirve en Ginebra.